# I Am... World Tour
I Am... World Tour (undertiden benævnt I Am ... Tour) var den fjerde koncertturné af den amerikanske musiker Beyoncé Knowles. Turneen understøttede Beyoncés tredje studiealbum, I Am... Sasha Fierce (2008). Turnéen blev annonceret i oktober 2008 og de første datoer blev afsløret i december 2008. Det startede i slutningen af marts 2009 med fem generalprøver i Nordamerika, med officielt begyndelse i slutningen af april 2009. Turnéen besøgte Amerika, Europa, Asien, Afrika og Australien med 108 shows i alt.